# Монастир Святого Серця (Львів)
Монасти́р Свято́го Се́рця (повна назва:  Монасти́р Згрома́дження Сесте́р Найсвяті́шого Се́рця Ісусового; лат. Sacre Coeur) — римо-католицький жіночий монастир, що проіснував століття у Львові (1844—1944). Від усього монастирського комплексу залишилося лише будівля виховного закладу монастиря, що є пам'яткою архітектури місцевого значення під охоронним  367-м.
До монастирського комплексу також входив рекреаційний парк (нині сквер на площі Святого Юра), створений у 1897 році будівничим Стрийського парку Арнольдом Рерінгом.

## Історія
Монастир сестер Святого Серця та пансіонат для дівчат засновано у Львові у 1844 році на кошти ерцгерцога Фердинанда д'Есте (ім'я якого в свій час носила площа Міцкевича) та архієпископа Франсуа де Поля Піштека. Для перших чотирьох сестер було виняйнято будинок на площі Святого Юра, а за по тому розпочато його багаторічну перебудову. Будівля монастиря була готова у 1855 році. У 1860—1864 роках до будівлі монастирського виховного корпусу з боку великого саду прибудовано невеликий костел Святого Серця Ісусового. Костел споруджений у популярному тоді неоготичному стилі за проєктом архітектора Вінцента Равського-старшого.
24 травня 1864 року костел було освячено, на честь найсвятішого Серця Ісусового та Пречистої Діви Марії, архієпископом Франциском Ксав'єром Вєжхлєвським. У 1884—1897 роках проводилася реконструкція та добудова приміщень монастиря Сакре-Кер, якими займалось архітектурне бюро українського архітектора І. Левинського.
У міжвоєнний період в комплексі Сакре-Кер розташовувалася приватна гімназія та інтернат для дівчат. Упродовж 1926—1932 років директором жіночої гімназії був професор Емануель Августинович де Рошко. Під час німецької окупації у будівлях монастиря містився військовий шпиталь. Після приходу радянської влади у 1944 році костел та монастир були закриті, рівно через 100 років від початку їх будівництва. У 1946 року чорниці виїхали до Польщі, а весь комплекс Сакре-Кер перейшов у власність Львівського політехнічного інституту. Вже у грудні того ж року на базі агрономічного та лісогосподарського факультетів політехнічного інституту в будівлях колишнього монастиря створено сільськогосподарський Інститут. У 1960-х роках аграрний інститут переведено до Дублян, а приміщення повернулися до Львівської Політехніки. На початку 1970-х роках знесено костел, а сиротинець та сад колишнього монастиря ліквідовано. На місці знесеного костелу з'явилася будівля студентського комбінату харчування політехнічного інституту (навчальний корпус № 26), а монастирського саду — будівля кафедри економіки та прикладної математики (навчальний корпус № 4) за проєктом архітектора П. Мар'єва та інженера В. Рокача. Більшість будівель знищено у 1970-х роках при будові нового комплексу політехнічного інституту. Збереглася лише будівля виховного закладу при монастирі, у якій нині міститься навчальний корпус № 3 Політехніки.

## Архітектура
Будівля цегляна, трьохповерхова, з високим цоколем, партер прикрашений рустом та розташована на розі кварталу, головним фасадом обернена до площі Святого Юра, бічним — до вулиці Карпінського.
Композиція фасадів кулісна, вони розчленовані на горизонтальні яруси лініями карнизів. Фасади фланковані виступами кріповок, на які компонуються пілястри з капітелями композитного ордеру. Вікна в строгому оформленні, на першому поверсі у формі арки, на інших — прямокутні.
З боку площі Святого Юра ризаліти оздоблені високими двоярусними фронтонами, між ними в центрі знаходиться ще один фронтон, менший за розміром. Вхідний портал, прикрашений доричними напівколонами, розташований у лівому крилі. План внутрішніх приміщень базується на коридорній системі.

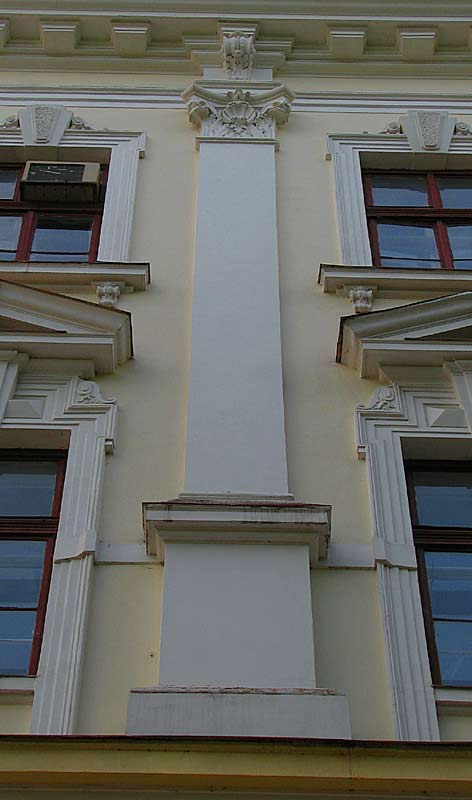
Пілястра на фасаді
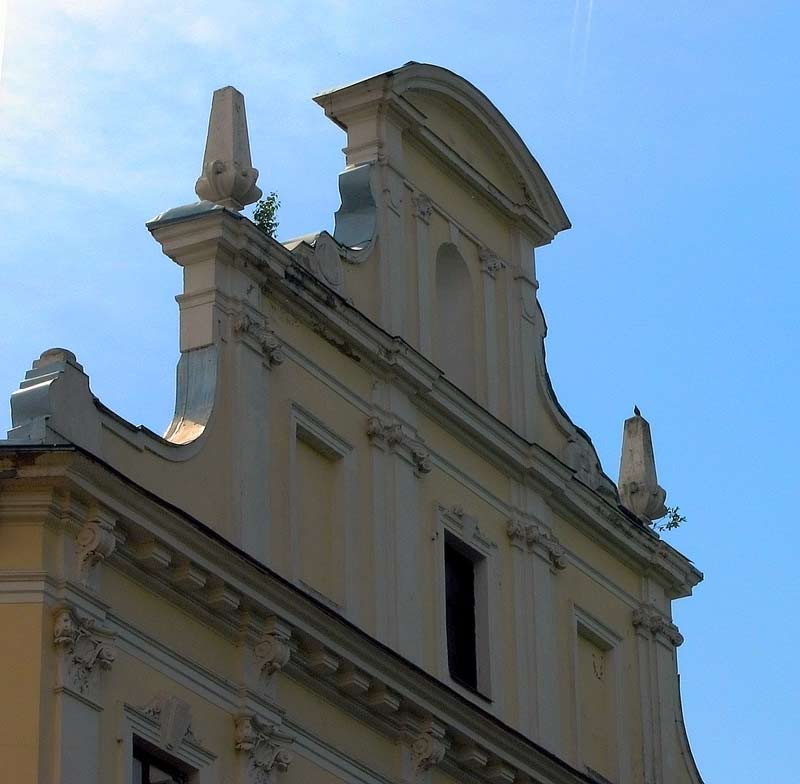
Фронтон лівого крила
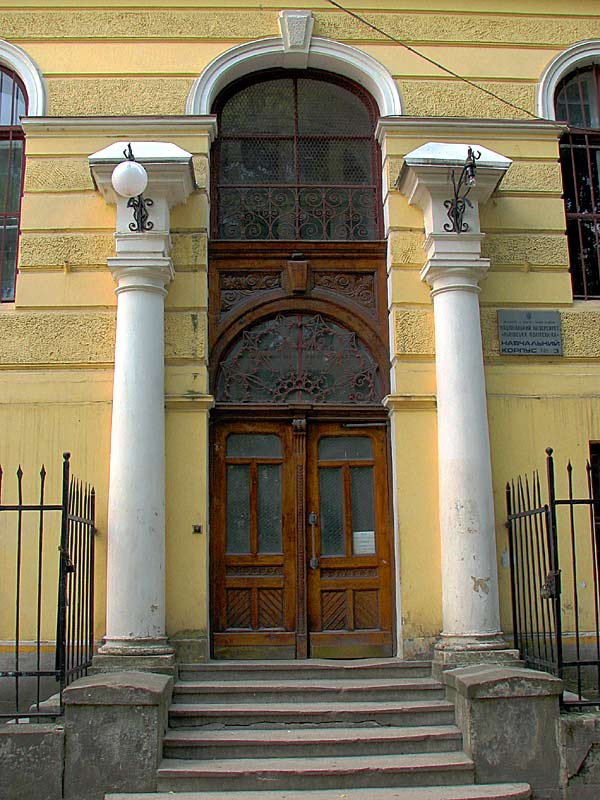
Вхід до колишнього монастиря